# Камбелова патица
Камбеловата патица (Anas nesiotis) е вид птица от семейство Патицови (Anatidae). Видът е застрашен от изчезване.

## Разпространение и местообитание
Разпространен е в Нова Зеландия.